# Fleury-Mérogis
Fleury-Mérogis és un municipi francès, situat al departament de l'Essonne i a la regió de Illa de França. L'any 2007 tenia 9.141 habitants.
Forma part del cantó de Ris-Orangis i del districte d'Évry. I des del 2016 de la Comunitat d'aglomeració Cœur d'Essonne.

## Demografia

### Població
El 2007 la població de fet de Fleury-Mérogis era de 9.141 persones. Hi havia 1.697 famílies, de les quals 352 eren unipersonals (172 homes vivint sols i 180 dones vivint soles), 304 parelles sense fills, 781 parelles amb fills i 260 famílies monoparentals amb fills.
La població ha evolucionat segons el següent gràfic:
Habitants censats

### Habitatges
El 2007 hi havia 1.882 habitatges, 1.747 eren l'habitatge principal de la família, 63 eren segones residències i 72 estaven desocupats. 611 eren cases i 1.166 eren apartaments. Dels 1.747 habitatges principals, 350 estaven ocupats pels seus propietaris, 1.296 estaven llogats i ocupats pels llogaters i 100 estaven cedits a títol gratuït; 40 tenien una cambra, 110 en tenien dues, 534 en tenien tres, 585 en tenien quatre i 478 en tenien cinc o més. 772 habitatges disposaven pel capbaix d'una plaça de pàrquing. A 932 habitatges hi havia un automòbil i a 552 n'hi havia dos o més.

### Piràmide de població
La piràmide de població per edats i sexe el 2009 era:
| Homes | Edats   | Dones |
| ----- | ------- | ----- |
| 0     | 95 o +  | 12    |
| 9     | 90 a 94 | 12    |
| 4     | 85 a 89 | 7     |
| 4     | 80 a 84 | 15    |
| 8     | 75 a 79 | 35    |
| 28    | 70 a 74 | 24    |
| 45    | 65 a 69 | 37    |
| 70    | 60 a 64 | 62    |
| 155   | 55 a 59 | 81    |
| 237   | 50 a 54 | 113   |
| 310   | 45 a 49 | 159   |
| 536   | 40 a 44 | 289   |
| 753   | 35 a 39 | 284   |
| 963   | 30 a 34 | 373   |
| 901   | 25 a 29 | 336   |
| 884   | 20 a 24 | 227   |
| 447   | 15 a 19 | 236   |
| 243   | 10 a 14 | 240   |
| 247   | 5 a 9   | 251   |
| 203   | 0 a 4   | 214   |

## Economia
El 2007 la població en edat de treballar era de 7.417 persones, 2.964 eren actives i 4.453 eren inactives. De les 2.964 persones actives 2.730 estaven ocupades (1.447 homes i 1.283 dones) i 234 estaven aturades (85 homes i 149 dones). De les 4.453 persones inactives 161 estaven jubilades, 384 estaven estudiant i 3.908 estaven classificades com a «altres inactius».

### Ingressos
El 2009 a Fleury-Mérogis hi havia 1.669 unitats fiscals que integraven 4.986,5 persones, la mediana anual d'ingressos fiscals per persona era de 17.708 €.

### Activitats econòmiques
Dels 189 establiments que hi havia el 2007, 3 eren d'empreses alimentàries, 1 d'una empresa de fabricació de material elèctric, 9 d'empreses de fabricació d'altres productes industrials, 13 d'empreses de construcció, 68 d'empreses de comerç i reparació d'automòbils, 25 d'empreses de transport, 16 d'empreses d'hostatgeria i restauració, 13 d'empreses financeres, 4 d'empreses immobiliàries, 23 d'empreses de serveis, 10 d'entitats de l'administració pública i 4 d'empreses classificades com a «altres activitats de serveis».
Dels 34 establiments de servei als particulars que hi havia el 2009, 1 era una gendarmeria, 1 oficina de correu, 10 tallers de reparació d'automòbils i de material agrícola, 2 tallers d'inspecció tècnica de vehicles, 1 establiment de lloguer de cotxes, 2 paletes, 1 guixaire pintor, 3 fusteries, 2 empreses de construcció, 2 perruqueries, 1 agència de treball temporal, 7 restaurants i 1 tintoreria.
Dels 17 establiments comercials que hi havia el 2009, 1 era un hipermercat, 1 un supermercat, 1 una gran superfície de material de bricolatge, 1 una botiga de més de 120 m², 1 una botiga de menys de 120 m², 2 carnisseries, 1 una peixateria, 2 botigues de roba, 1 una botiga de roba, 1 una sabateria i 5 botigues de mobles.

## Equipaments sanitaris i escolars
El 2009 hi havia 1 hospital de tractaments de curta durada, 1 hospital de tractaments de mitja durada (seguiment i rehabilitació, 1 psiquiàtric i 2 farmàcies.
El 2009 hi havia 3 escoles maternals i 2 escoles elementals.

## Poblacions properes
El següent diagrama mostra les poblacions més properes.